# ولف‌هرست (اوهایو)
ولف‌هرست (به انگلیسی: Wolfhurst) یک منطقهٔ مسکونی در ایالات متحده آمریکا است که در اوهایو واقع شده‌است. ولف‌هرست ۱٫۳۰ کیلومتر مربع مساحت و ۱٬۲۳۹ نفر جمعیت دارد و ۲۱۰٫۳۱ متر بالاتر از سطح دریا واقع شده‌است.